# 2537 Ґілмор
2537 Ґілмор (2537 Gilmore) — астероїд головного поясу, відкритий 4 вересня 1951 року.
Тіссеранів параметр щодо Юпітера — 3,331.